# Alexei Șciusev
Alexei Viktorovici Șciusev (n. 26 septembrie 1873, Chișinău – d. 24 mai 1949, Moscova; în rusă Алексей Викторович Щусев) a fost un arhitect, istoric și teoretician al artei, arhitect–academician al Academiei de Arte a Imperiului Rus, membru al Academiei de Științe a URSS.

## Biografie

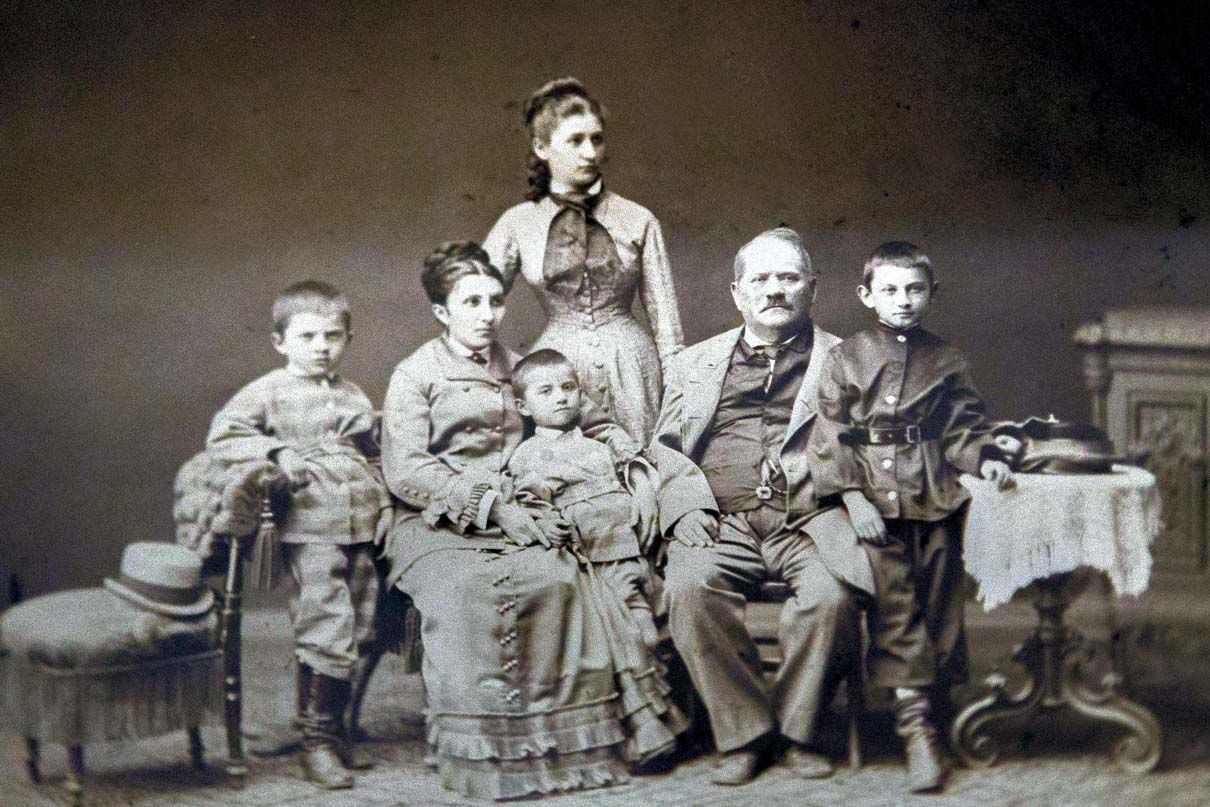
Familia Șciusev (Alexei este al doilea copil de la stânga), Chișinău, 1875.

S–a născut în familia unui funcționar, a învățat la Gimnaziul nr. 2 din Chișinău (1883–1891). În prezent în Chișinău există un muzeu și o stradă care îi poartă numele – „str. Alexei Șciusev”.
Alexei Șciusev a proiectat, printre altele, Mausoleul lui Lenin din Piața Roșie de la Moscova. Stilul lui Șciusev este o sinteză dintre arhitectura imperială rusă și cea stalinistă.

## Merite, recunoaștere
Alexei Șciusev a primit premiul Stalin în anii 1941, 1946, 1948 și 1952 (postum) precum și Ordinul Lenin.
În cinstea lui Alexei Șciusev, în Moscova a fost instalată o placă memorială pe casa unde el a locuit între anii 1939 și 1949.